# L'Île mystérieuse (mini-série)
Pour les articles homonymes, voir L'Île mystérieuse (homonymie).
L’Île mystérieuse est une mini-série italo-hispano-française en six épisodes de 52 minutes réalisée par Juan Antonio Bardem et Henri Colpi d'après le roman homonyme de Jules Verne, et diffusée à partir du 17 décembre 1973 sur la première chaîne de l'ORTF. Une version condensée de 104 minutes est sortie en salle le 27 septembre 1973.

## Fiche technique
- Titre : L'Île mystérieuse
- Réalisation : Juan Antonio Bardem, Henri Colpi
- Scénario : Jacques Champreux et Juan Antonio Bardem, d'après le roman homonyme de Jules Verne (1875)
- Production :
- Musique : Gianni Ferrio
  - Générique : L'Île bleue, interprétée par Monique Pianéa sur des paroles de Christine Fontane, avec trois interventions parlées de Philippe Nicaud
- Photographie : Enzo Serafin
- Lieux de tournage : Lanzarote (îles Canaries), Hérault
- Genre : Aventure fantastique
- Pays :  Italie,  France,  Espagne
- Nombre d'épisodes : 6
- Durée : 52 minutes
- Date de première diffusion : 17 décembre 1973 (France)

## Distribution
- Omar Sharif : le capitaine Nemo
- Gérard Tichy : Cyrus Smith
- Philippe Nicaud : Gédéon Spilett
- Ambroise Mbia : Nab (Nabuchodonosor dit)
- Jess Hahn : Bonaventure Pencroff
- Rafael Bardem Jr. : Harbert Brown
- Gabriele Tinti : Ayrton
- Mariano Vidal Molina : Bob Harvey
- Rik Battaglia : Finch
- Voix française du colonel LaRochette (Président du Tribunal militaire de Richmond) : Jean-Pierre Darras

## Comparaison avec le roman
Cette série, constituée de six épisodes, est une adaptation du célèbre roman de Jules Verne, L'Île mystérieuse, publié en 1875. Elle comporte un certain nombre de modifications par rapport au roman :
- des appareils installés au sommet du volcan à l'intérieur duquel est caché le Nautilus, lancent la 'foudre' sur les intrus qui voudraient s'approcher.

- les naufragés capturent et détiennent pendant une brève période le capitaine Nemo.

- l'orang-outang capturé par les naufragés dans le roman devient un chimpanzé dans la série télévisée.

- Harbert part demander de l'aide au Capitaine Nemo pour venir à bout des pirates qui ont attaqué l'île. L'un des hommes de Nemo est tué pendant l'opération.

- les naufragés découvrent un homme du capitaine Nemo à demi inconscient et atteint d'un mal étrange. L'homme décède peu après et les naufragés le portent en terre.

- plusieurs compagnons du capitaine Nemo meurent atteints d'un mal étrange lié à la radioactivité de certaines roches présentes sur l'île. Ce détail est un clin d’œil à l'adaptation cinématographique de l'autre roman de Jules Verne, Vingt mille lieues sous les mers réalisée en 1956 par Richard Fleisher pour les studios Walt Disney, dans laquelle le Nautilus est propulsé par l'énergie nucléaire.

- le capitaine Nemo possède un appareil précurseur du cinématographe qu'il explique avoir acquis auprès d'un inventeur, Orfanik, clin d'œil à un personnage créé par Jules Verne pour un autre roman, Le Château des Carpathes (1892).

- deux des naufragés, l'ingénieur Cyrus Smith et son serviteur Nab, utilisent les scaphandres créés par le capitaine Nemo pour explorer la grotte sous-marine et voir l'état de la faille ouverte par l'éruption du volcan de l'île.

- le capitaine Nemo ne meurt pas de la même façon que dans le roman, il est blessé mortellement par le pirate Bob Harvey qui a réussi à s'introduire à bord du Nautilus.

- le personnage d'Ayrton/Ben Joyce, ancien malfaiteur repenti se fait ici accuser à tort par les naufragés de vols commis en réalité par le singe. On y voit Cyrus Smith porter lui-même l'accusation en s'appuyant sur ses aveux. Dans le roman l'ingénieur constate au contraire le repentir et le retour à la civilisation d'Ayrton et s'exclame : "te voilà redevenu un homme puisque tu pleures".

Ces multiples modifications n'altèrent pas le sens du récit de Jules Verne. Ils permettent d'introduire un certain nombre de scènes d'action aux différents épisodes de la série tout en restant très fidèle à l'esprit du roman. Mais l'aventure, l'action et la science-fiction sont privilégiées au détriment de l'atmosphère et du mystère.
Les personnages qui figurent dans le roman sont tous repris dans la série, jusqu'au naufragé Ayrton/Ben Joyce, déjà présent dans Les Enfants du capitaine Grant, ainsi que le singe Jupiter. La structure du roman est respectée dans la série et on retrouve les principaux événements qui y sont décrits : les inventions de l'ingénieur Cyrus Smith ; la découverte d'une caisse remplie d'instruments permettant d'améliorer la vie des naufragés ; le message découvert dans une bouteille qui conduit à l'île Tabor et à Ayrton ; l'attaque de l'île par les pirates ; la fin du capitaine Nemo ; le sauvetage des naufragés par le Duncan, le navire dirigé par Robert Grant, fils du capitaine Grant (même si ce détail ainsi que le rôle du capitaine Nemo qui laissa à l'ile Tabor un message indiquant le déplacement d'Ayrton à l'ile Lincoln, ne sont pas précisés). La version du film supprime évidemment quantité de séquences pourtant importantes à la compréhension du récit.